# Oxyopes strandi
Oxyopes strandi là một loài nhện trong họ Oxyopidae.
Loài này thuộc chi Oxyopes. Oxyopes strandi được Lodovico di Caporiacco miêu tả năm 1939.